# 齊斯特湖
53°44′56″N 12°21′13″E / 53.74889°N 12.35361°E
齊斯特湖（德語：Ziest），是德國的湖泊，位於該國東北部梅克倫堡-前波美拉尼亞州，由羅斯托克郡負責管轄，長1.6公里、寬0.9公里，面積0.77平方公里，海拔高度24米，最大水深11米。